# Paralaoma gelida
Paralaoma gelida är en snäckart som beskrevs av Tom Iredale 1941. Paralaoma gelida ingår i släktet Paralaoma och familjen punktsnäckor. Inga underarter finns listade i Catalogue of Life.